# Гребенников, Роман Георгиевич
Рома́н Гео́ргиевич Гребе́нников (род. 25 августа 1975, Волгоград) — российский политический деятель, с 1998 по 2007 год депутат Волгоградской областной Думы, а в 2001—2005 годах и её председатель, глава Волгограда с 2007 по 2011 год, первый заместитель председателя правительства Волгоградской области с 4 марта 2013 года до апреля 2014 года.
Одним из самых ярких и неоднозначных политиков региона, получавший поддержку населения на выборах ещё до эпохи «централизации» власти. И эксперты, и простые горожане высказывают полярные оценки деятельности Романа Гребенникова, в первую очередь, на посту главы администрации Волгограда. Особое значение имеет и образ «последнего всенародно избранного мэра Волгограда» и тот факт, что он, будучи выдвинутым во власть от КПРФ, впоследствии сменил партийную принадлежность. Наиболее ярким моментом политической карьеры является снятие с должности главы администрации города главой региона Анатолием Бровко. Популярность последнего среди народа была низкой, и он сам ушёл в отставку вскоре после этого эпизода. Периодически региональные эксперты высказывают мнения о высокой популярности Гребенникова среди избирателей и гипотетической победе на выборах в случае участия в них.

## Биография
Роман Гребенников родился 25 августа 1975 года в Волгограде, окончил юридический факультет Волгоградского государственного университета, работал юрисконсультом, а в 1997 году организовал и затем возглавил юридическую фирму «Спартак».

## Деятельность в областной Думе
В декабре 1998 года Роман Гребенников при поддержке Коммунистической партии Российской Федерации был избран депутатом Волгоградской областной Думы от Краснооктябрьского избирательного округа Волгограда, получив поддержку 10 % избирателей (31,66 % голосов при явке 30,89 %). В думе Гребенников возглавил фракцию КПРФ и комитет по организации государственной власти и местного самоуправления. В 2001 году избран председателем Волгоградской областной Думы, став самым молодым спикером законодательного собрания субъекта Федерации в современной истории России.
Роман Гребенников является автором и разработчиком многих социально значимых законов региона, таких, как: «О квотировании рабочих мест для трудоустройства молодежи в Волгоградской области», «О поддержке органами государственной власти и местного самоуправления молодых семей в улучшении жилищных условий на территории Волгоградской области», «О государственной молодёжной политике в Волгоградской области», «О наказах и обращениях избирателей к депутатам Волгоградской областной Думы и главе администрации Волгоградской области», «О дополнительных гарантиях занятости граждан, уволенных с военной службы и проживающих на территории Волгоградской области» и многих других.
В 2003 году Гребенников был повторно избран депутатом Волгоградской областной Думы от того же Краснооктябрьского округа, получив поддержку более 34 % избирателей своего округа (72,45 % голосов при явке 47,28 %) и вновь стал председателем законодательного органа власти региона и занимал эту должность вплоть до апреля 2005 года.
21 апреля 2005 года областная Дума по инициативе фракций «Единая Россия», ЛДПР и ряда независимых депутатов, по некоторым данным, аффили́рованных с мэром Волгограда Евгением Ищенко (в то время), приняла решение о снятии Романа Гребенникова с поста председателя Думы; мотивом послужило обвинение в лоббировании интересов КПРФ. Для этого заранее был изменён регламент Думы — количество голосов, необходимых для принятия такого решения уменьшено с двух третей до простого большинства. Центральный районный и Волгоградский областной суд отклонили жалобу Гребенникова, оспаривавшего такое решение; однако президиум областного суда 2 декабря признал постановление Думы незаконным. В итоге 8 декабря 2005 года 25 депутатов из 26 присутствовавших проголосовали за освобождение Романа Гребенникова от должности председателя думы задним числом — с 26 апреля 2005 года, то есть со дня избрания спикером Виталия Лихачева.

## Деятельность на посту главы Волгограда
20 мая 2007 года Роман Гребенников на внеочередных выборах при поддержке Коммунистической партии Российской Федерации получил более 12 % голосов избирателей (32,47 % голосов при явке 38,38 %) и был избран главой Волгограда. Однако сразу после выборов Гребенников приостановил своё членство в КПРФ, а 5 апреля 2008 года вышел из партии. В октябре 2007 года он возглавил предвыборный штаб Единой России по городу Волгограду. Тогда региональное отделение КПРФ опровергло слухи о выходе Гребенникова из партии. 11 апреля 2008 года Гребенников был принят в члены «Единой России».
В декабре 2008 года Всероссийским Советом местного самоуправления по итогам конкурса муниципальных образований, ежегодно проводимого этой общественной организацией по заказу Министерства регионального развития РФ, город-герой Волгоград получил первую премию в номинации «Лучшая практика решения социальных вопросов».
В августе 2008 года назначен руководителем Волгоградской региональной общественной приемной председателя партии «Единая Россия» Владимира Путина. По итогам работы за 2010 год, Волгоградская приёмная была названа лучшей в Южном федеральном округе.
В период нахождения Романа Гребенникова на посту главы города был уничтожен дендрарий Всероссийского НИИ агролесомелиорации (ВНИАЛМИ), расположенный в Советском районе напротив Волгоградского государственного университета. В 2007 году там было начато строительство гипермаркета «Лента», затем был построен ещё один торговый комплекс. По состоянию на апрель 2011 года ведётся строительство ещё одного крупномасштабного объекта.
По инициативе Романа Гребенникова с 2010 года был отменён бесплатный проезд в общественном транспорте для школьников.
Однако уже в 2010 году «Деловая Россия» исключила Гребенникова из своих рядов. Формальным поводом для этого стало нарушение устава: игнорирование заседаний и неуплата взносов. Фактически же недовольство предпринимателей Волгограда вызвала деятельность Гребенникова на посту главы Волгограда, провалившего ключевые направления городского хозяйства. С января 2008 года по апрель 2010 года прокуратура внесла в адрес городской администрации 262 представления и 122 протеста, 15 сотрудников мэрии были привлечены к административной ответственности, несколько человек стали фигурантами уголовных дел по фактам коррупции.
Волгоградский эксперт Сергей Мазанов: «За это время глава города умудрился поссориться с основными политическими силами и бизнес-элитой города. Не так давно против главы города активно выступали региональные отделения КПРФ и „Правого дела“, он был исключен из рядов „Деловой России“, крупнейшего объединения бизнеса в Волгограде. Не сумел мэр договориться ни с прошлой областной администрацией, не нашел общий язык и с новым губернатором области Анатолием Бровко».
Вице-мэр Волгограда Игорь Куликов 7 июля 2010 года был задержан по подозрению в «получении взятки группой лиц по предварительному сговору в крупном размере». Помимо Куликова в рамках данного дела задержан и чиновник муниципального учреждения ЖКХ Центрального района. По состоянию на 26 ноября 2010 года ведётся следствие.
В июле 2010 года, Председатель Правительства Владимир Путин в ходе визита в Волгоградскую область подверг критике деятельность Романа Гребенникова на посту главы Волгограда. Вслед за этим была проведена прокурорская проверка деятельности администрации Волгограда. По результатам проведенной проверки Генеральная прокуратура России обвинила органы местного самоуправления Волгограда в нарушении прав предпринимателей. В общей сложности по результатам проверки органами прокуратуры области было внесено семь представлений, принесено восемь протестов на незаконные правовые акты, возбуждено три дела об административном правонарушении. Кроме того, в следственные органы направлено три материала для решения вопроса об уголовном преследовании виновных должностных лиц. Позднее был поднят вопрос о возможности совмещения Романом Гребенниковым постов главы Волгограда и руководителя приёмной Путина. 24 декабря 2010 года Гребенников решением президиума «Единой России» снят с должности руководителя приёмной Владимира Путина в Волгограде. Отстранение Гребенникова от руководства общественной приёмной парализовало её работу, поскольку все сотрудники приёмной являлись чиновниками администрации города и ушли вместе с Гребенниковым. Кроме того, выяснилось, что необходимо платить за аренду помещения, свет, коммунальные услуги, телефон и Интернет.
В начале сентября 2010 года Роман Гребенников стал участником драки с ростовским милиционером.
В октябре 2010 года стало известно о том, что рядом с музеем-панорамой Волгоградская епархия планирует построить храм. Комитет по культуре Администрации Волгограда сообщает, что на месте бывшей клумбы, при входе в аллею, которая находится рядом с музеем-панорамой «Сталинградская битва», установлен памятный знак крест, содержащий надпись: «В лето 2010 14 октября от рождества Христова установлен сей крест во знаменование строительства храма Покрова Пресвятой Богородицы по благословению митрополита Волгоградского и Камышинского Германа». Роман Гребенников поддержал проект: «Будущий храм и музей-панорама сочетаются великолепно. Храм — это место молитвы, музей — памяти, и никаких противоречий между этими понятиями нет». Между тем, инициатива по строительству храма вызывает возмущение у местных жителей, поскольку строительство храма в непосредственной близости от их домов, помимо всего прочего, предполагает вырубку 700 м² зелёных насаждений. Недовольные жители обратились к Президенту России с просьбой разобраться в ситуации.
28 ноября 2010 года на телеканале «Россия 1» была показана передача «Сиротские квартиры» из цикла «Специальный корреспондент». Как выяснилось, мэрия закупала квартиры для сирот на аукционе, в котором принимала участие всего одна фирма, учредителем которой является Ангар Полицимако, депутат областной Думы. Замначальника УБЭП ОРЧ-2 Волгограда Александр Соловьев: «Таким образом, однокомнатная квартира в городе Волгограде стала стоить 3,3 миллиона рублей. Такой цены конечно, нет даже в элитном жилье. Конечно, бюджету нанесен серьёзный ущерб». Роман Гребенников: «Ничего в этом смысле незаконного увидеть очень трудно. Здесь нужно исходить из того, что у нас в городе есть такое жилье, которое есть. Других альтернатив и вариантов, к сожалению, не было». Сам депутат отрицал всякую связь с указанной фирмой, а впоследствии назвал репортаж «сфабрикованным» и «политическим заказом». В начале декабря 2010 года Уполномоченный при Президенте Российской Федерации по правам ребёнка Павел Астахов посетил Волгоград. По итогам своей проверки он заявил:

…все вопросы сегодня к муниципалитету города Волгограда, конкретно к мэру и к руководителям муниципальных образований, которые заказывали эти квартиры, которые согласились с тем, что вот эти куски от квартиры, эти коморки продали по такой цене, явно завышенной. Раз они это сделали, раз они провели такой конкурс, раз они подписали эти документы — они должны за это ответить. Поэтому сейчас проводится экспертиза строительная. Значит, экспертиза будет закончена где-то через 10 дней. Результаты её все узнают. Я думаю, по результатам этой экспертизы круг лиц, которых привлекут к уголовной ответственности серьёзно расширится. Ответить должен каждый: и тот, кто заказывал строительство таких квартир, дал возможность выиграть этот тендер, и тот, кто деньги распределял, тот, кто получал эти деньги, тот, кто кроил эти квартиры, тот, кто потом уговаривал и запугивал (сирот), потому что и это имело место. Мне сегодня все по очереди сказали буквально на ухо, один на один, о том, что их запугивали, потом предлагали деньги, чтобы не поднимать шум вокруг этих квартир.
— Павел Астахов
17 февраля 2011 года Роман Гребенников был снят с поста заместителя секретаря регионального политсовета партии «Единая Россия». 51 человек член политсовета проголосовал «за» отставку при 7 голосах «против» и двух воздержавшихся. Таким образом, Гребенников лишился последнего партийного поста, оставшись, в президиуме политсовета.
Ещё одним итогом деятельности Гребенникова на посту главы Волгограда является развал коммунальной сферы. С 2009 года собственники некоторых домов стали получать по две квитанции на оплату коммунальных услуг, что является следствием управления многоквартирным домом двумя управляющими организациями. В средствах массовой информации, принадлежащих администрации Волгограда утверждалось, что деятельность предыдущих управляющих организаций была незаконной. В то же время в независимых источниках приводятся различные мнения. Так, существует мнение о том, что эта неразбериха является следствием передела рынка коммунальных услуг, в результате которого управляющие компании были поставлены в зависимость от администрации Волгограда (либо в зависимость от чиновников). В любом случае, данная ситуация стала возможной из-за пассивности самих собственников помещений в многоквартирных домах. Несмотря на то, что в 2010 году Фонд содействия реформированию жилищно-коммунального хозяйства оценил деятельность региона по проведению реформы жилищно-коммунального комплекса на «отлично», заместитель министра регионального развития РФ Анатолий Попов выступил признал работу местных властей по реформе ЖКХ «неудовлетворительной»: «Большая часть регионов уже полностью выбрали все федеральные средства по этому направлению и получат дополнительное финансирование, а Волгоградская область только на 68 % освоила деньги по капремонту и на 43 % — по переселению». Помимо этого крайне низкими являются объёмы ремонта сетей в регионе (55 км из 650 км общего объёма), есть проблемы с поставками угля и имеется высокая задолженность региона по оплате услуг жилищно-коммунального хозяйства.
Одним из немногих позитивных результатов деятельности Романа Гребенникова стало обновление автобусного парка города.

## Отрешение от должности мэра Волгограда

### Развитие событий
По неофициальной информации, 22 февраля глава администрации Волгоградской области Анатолий Бровко искал встречи с Владимиром Путиным для получения разрешения об отрешении Романа Гребенникова с должности главы Волгограда, однако ввиду большой занятости Председателя Правительства РФ, встретиться с ним не смог и «согласовал» отрешение с одним из заместителей главы администрации президента.

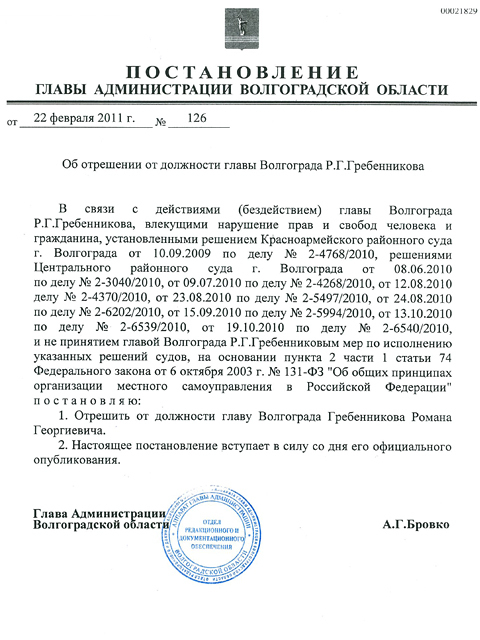
Копия постановления

Вечером 22 февраля 2011 года стала появляться информация о том, что Анатолий Бровко подписал постановление «Об отрешении от должности главы Волгограда Р. Г. Гребенникова» с формулировкой «В связи с действиями (бездействиями), влекущими нарушение прав и свобод человека и гражданина, установленными решениями судов… и не принятием мер по исполнению указанных решений судов», то есть на основании пункта 2 части 1 статьи 74 Федерального закона «Об общих принципах организации местного самоуправления в Российской Федерации».
23 февраля 2011 года на официальном портале Администрации Волгоградской области было объявлено, что соответствующее постановление опубликовано в газете «Волгоградская правда». В этом же сообщении приводится и комментарий Анатолия Бровко:

Я был вынужден принять такое решение, чтобы стабилизировать ситуацию во многих отраслях экономики и социальной сферы областного центра нашего региона. Ни для кого не секрет, что руководство Волгограда уже на протяжении длительного времени демонстрирует нежелание или неспособность эффективно управлять миллионным городом. В результате в Волгограде накопилось большое количество проблем, требующих незамедлительного решения.
Как глава региона, считаю, что отставка мэра Волгограда является самым верным шагом в данной ситуации. Убеждён, что моё решение будет поддержано большинством горожан, которые понимают необходимость принятой меры.
— А.Г. Бровко
Роман Гребенников, в свою очередь, сделал официальное заявление, в котором он выражает сомнения по вопросу обоснованности и законности такого решения:

Во-первых, указанная в постановлении причина моего отрешения — «в связи с действиями, влекущими нарушение прав и свобод человека и гражданина» — абсолютно незаконна, абсурдна, немотивированна и не имеет под собой основы.
Во-вторых, постановление об отрешении всенародно избранного главы города является на сегодняшний день чистой формальностью, поскольку оно не согласовано с депутатами Волгоградской городской думы, как того требует в таких случаях закон.
Таким образом, я считаю, что постановление губернатора не имеет законной силы и является ни чем иным как попыткой дестабилизировать ситуацию в областном центре. Я намерен отстаивать эту точку зрения в суде.
Уважаемые волгоградцы! Несмотря на политический кризис, провоцируемый главой региона, призываю вас сохранять спокойствие и руководствоваться здравым смыслом. Нам не нужны потрясения. Я остаюсь в должности мэра и работаю в интересах населения до тех пор, пока вы, жители Волгограда, не примете другого решения.
— Р.Г. Гребенников
Бывший глава администрации Волгоградской области Николай Максюта считает, что главной причиной такого решения Анатолия Бровко стала его личная неприязнь к Роману Гребенникову: «То, что произошло, является следствием личного конфликта Романа Гребенникова и Анатолия Бровко. В то же время, это, на мой взгляд, внутреннее дело администрации области и мэрии. Мои комментарии здесь неуместны. Тем более, как будет дальше развиваться ситуация, сказать пока трудно. Как говорится, поживем — увидим».
В пресс-службе администрации Волгограда отметили, что перечисленные в постановлении якобы не выполненные судебные решения, послужившие поводом к отставке, либо уже выполнены, либо находятся в процессе выполнения: «Большинство перечисленных судебных решений не имеют непосредственного отношения к мэру и касаются отдельных подразделений городской администрации». Роман Гребенников: «Для того чтобы отстранить главу муниципального образования, необходима мотивация и законные, понятные аргументы. В данном случае никакого бездействия со стороны администрации города-героя Волгограда в части исполнения судебных решений не было. Все указанные в этом постановлении губернатора судебные решения нами исполняются. Есть сроки исполнения данных процедур. Данные сроки не исчерпаны, следовательно, решения судов нами исполняются. Кроме того, есть понятная юридическая практика: чтобы доказать бездействие главы муниципального образования, необходимо доказать это в суде. В нашем случае никакого юридического факта подтверждено не было. Следовательно, произвольно губернатор посчитал, что он и суд, и бог, и царь, и сам признает юридический факт своим постановлением». Между тем, высказанное Романом Гребенниковым утверждение, будто отрешение от должности главы муниципального образования должно быть каким-либо образом одобрено городской думой, не соответствует действительности (см. ст. 74 ФЗ «Об общих принципах организации местного самоуправления в Российской Федерации»).
| Дело        | Дата       | Суд                          | Истец                                                                                        | Ответчик                                                                                                  | Сущность заявленного требования                                                                                         | Ссылка |
| ----------- | ---------- | ---------------------------- | -------------------------------------------------------------------------------------------- | --- | --- | ------ |
| 2-3040/2010 | 08.06.2010 | Центральный районный суд     | Арутюнян Раиса Николаевна, Хутидзе Светлана Алексеевна                                       | администрация Волгограда, администрация Волгоградской области, администрация Советского района Волгограда | предоставить вне очереди жилое помещение                                                                                | [ 56 ] |
| 2-4268/2010 | 09.07.2010 | Центральный районный суд     | Косоротиков Сергей Михайлович                                                                | администрация Волгограда                                                                                  | о предоставлении жилого помещения                                                                                       | [ 57 ] |
| 2-4370/2010 | 12.08.2010 | Центральный районный суд     | Заднепровская Таисия Егоровна в интересах недееспособного Заднепровского Михаила Михайловича | администрация Волгограда                                                                                  | о предоставлении жилого помещения по договору социального найма                                                         | [ 58 ] |
| 2-5497/2010 | 23.08.2010 | Центральный районный суд     | Савицкий Илья Ираклиевич                                                                     | администрация Волгограда                                                                                  | о признании права на внеочередное обеспечение жилым помещением                                                          | [ 59 ] |
| 2-6202/2010 | 24.08.2010 | Центральный районный суд     | Гуров Сергей Васильевич                                                                      | администрация Волгограда                                                                                  | о признании нуждающимися в улучшении жилищных условий и предоставлении жилого помещения                                 | [ 60 ] |
| 2-5994/2010 | 15.09.2010 | Центральный районный суд     | Авдеев Виталий Валерьевич                                                                    | администрация Волгограда                                                                                  | об обязании предоставить жилое помещение и компенсации морального вреда                                                 | [ 61 ] |
| 2-6539/2010 | 13.10.2010 | Центральный районный суд     | Содолева Галина Дмитриевна                                                                   | администрация Волгограда                                                                                  | об оспаривании бездействия и понуждении пре доставить земельный участок для индивидуального жилищного строительства     | [ 62 ] |
| 2-6540/2010 | 19.10.2010 | Центральный районный суд     | Прокуратура Дзержинского района                                                              | администрация Волгограда                                                                                  | о понуждении провести обследование и принятия мер к управлению левого склона р. Царицы на участке ул. Тургенева, 2а,4,6 | [ 63 ] |
| 2-4768/2010 | 23.10.2010 | Красноармейский районный суд | Бусова Н. А.                                                                                 | администрация Красноармейского района Волгограда                                                          | о понуждении к заключению договора приватизации                                                                         | [ 65 ] |

Между тем, выпуск «Волгоградской правды» от 23 февраля в продажу так и не поступил. Факт выхода газеты 23 февраля подтверждается только наличием соответствующей интернет-версии выпуска.
Позднее, 23 февраля, появилась информация о том, что на экстренном заседании Совета безопасности Волгоградской области принято решение о бессрочном запрете на проведение митингов, демонстраций и шествий «в связи с соображениями безопасности и необходимостью поставить дополнительный заслон террористической угрозе». На следующий день, 24 февраля, руководитель пресс-службы администрации Волгоградской области Юлия Атопова в выпуске новостей на радио «Эхо Москвы» опровергла информацию о том, что в области введён запрет на проведение митингов и уличных акций. При этом совет безопасности Волгоградской области не имеет полномочий по ограничению конституционных прав и свобод граждан — он создан в консультационных, совещательных и прогностических целях. В соответствии с российским законодательством, свобода собраний гарантируется статьёй 31 Конституции России; при этом права и свободы человека и гражданина могут быть ограничены федеральным законом (ч. 3 ст. 55). Например, статья 56 Конституции и статья 11 ФКЗ «О чрезвычайном положении» предусматривает возможность ограничения прав и свобод в условиях чрезвычайного положения.
23 февраля Анатолий Бровко выступил с видеообращениям к жителям Волгограда и области; в качестве одной из основных целей своей деятельности после отставки Гребенникова он назвал подготовку города к проведению чемпионата мира по футболу.
24 февраля состоялся митинг в поддержку Романа Гребенникова. В тот же день депутаты Волгоградской областной Думы написали открытое письмо к Президенту России Дмитрию Медведеву и председателю «Единой России» Владимиру Путину с просьбой вмешаться в ситуацию, которая сложилась в Волгоградской области. В письмах выражается обеспокоенность предвзятым отношением к Роману Гребенникову со стороны областной администрации и опасениями за падение рейтингов «Единой России». Письмо было подписано представителями КПРФ, ЛДПР и «Справедливой России», а также «отклонившейся» частью депутатов фракции «Единая Россия» — всего 19 человек. В тот же день состоялось внеочередное заседание облдумы, на котором эти депутаты намеревались внести в регламент Думы изменения, в соответствии с которыми упрощалась процедура снятия председателя Думы. Как предполагается, после этого был бы поставлен вопрос о переизбрании Владимира Ефимова на этом посту. Из-за отсутствия кворума заседание не состоялось.
Вечером того же дня президиум политсовета волгоградского регионального отделения «Единой России» исключил из партии Романа Гребенникова «за дискредитацию партии». Анатолий Бровко вечером провёл пресс-конференцию, на которой рассказал о мотивах принятого решения: «Ключевым направлением в развитии любого города является привлечение инвестиций. На момент его избрания мэром города сумма инвестиций составляла 29 миллиардов рублей. На сегодняшний день, по итогам 2010 года — чуть больше 20 миллиардов рублей. Это при том, что в целом по области сумма инвестиций составила 110 миллиардов рублей, на 40 процентов больше, чем в предыдущем году. Обращаю внимание, что задолженность по электроэнергии выросла в два раза: в 2008 году была 820 миллионов рублей, а на сегодняшний день миллиард 600 тысяч рублей. Жители города — а я являюсь жителем города так же, как и вы — платят деньги за тепло, за электроэнергию. Куда деньги уходят? Это вопрос, который я адресую правоохранительным органам. Почему растет задолженность по электроэнергии, почему растет внешний долг Волгограда, который на сегодняшний день составляет 44 % от общих доходов местного бюджета? Это путь в никуда, прямой путь к банкротству города. Я не могу этого допустить. Надо срочно исправлять ситуацию». На фоне такого упадка в коммунальной сфере Бровко отметил высокие расходы городской администрации на содержание чиновников: «По методике министерства регионального развития, в соответствии с указом президента установлены лимиты затрат, которые идут на содержание чиновников. Волгоград — единственный город и муниципальное образование Волгоградской области, которое превышает лимиты содержания госчиновников почти в два раза. Ежегодно 600 миллионов рублей расходуется сверх установленного государством лимита. На эти деньги можно было бы построить много детских садов, много дорог. Мы же с вами вместе ездим, живем в этом городе. Мы что же, не замечаем, что творится на набережной? Какой-то цыганский табор! Вы съездите, посмотрите, что в других городах: Астрахани, Ростове, Краснодаре, какие там набережные. Почему город стагнирует? Поэтому я принял, я считаю, самое верное, хотя, может быть, и несвоевременное решение. Надо было раньше это делать, а не ждать. Надо было год назад мне это делать! Но я пытался найти с ним какие-то конструктивные взаимоотношения, неоднократно. Но, к сожалению, не удалось. Ни в коем случае это не надо расценивать как какой-то личностный конфликт. Это конфликт отношения бывшего мэра к жителям города».
Исключение Романа Гребенникова из рядов Единой России не было единодушно одобрено его однопартийцами. Заместитель секретаря политсовета ВРО ВПП «Единая Россия», председатель комитета Волгоградской областной Думы по социальной политике Ирина Гусева пояснила, что это, на её взгляд, было совершенно несправедливым:

 Я, Наталья Латышевская и Дмитрий Лунев были изначально категорически против этого решения, — сообщила госпожа Гусева. — К этому, по большому счету, не было оснований. Просто Роман Георгиевич не нравился предыдущему губернатору. Именно на основании этого Владимир Ефимов принял соответствующее решение. Тогда на нас давили, нам с Луневым объявили выговоры, Латышевская тогда вообще хлопнула дверью, ушла из фракции…
Политолог Виталий Арьков считает, что исключение Гребенникова из «Единой России» было несправедливым:

 С ним обошлись несправедливо, когда по личной прихоти прежнего губернатора исключили из рядов «Единой России» одного из тех, кто более всего трудился на её благо. Человека, который и общественную приемную лидера партии вывел на уровень лучшей в ЮФО и одной из лучших в России, и ФОКи успешно строил, и другие партийные проекты активно и искренне поддерживал….
В экстренных случаях поимённое голосование может быть проведено путём личного опроса депутатов, в том числе с использованием средств связи. В этом случае в голосовании должно принять участие не менее двух третей от установленного числа депутатов городской Думы. По итогам опроса готовится постановление, которое визируется депутатом лично не позднее десяти дней после опроса.
Неоднозначной была и реакция городской думы — на внеочередном заседании, проведённом 24 февраля. Анатолий Бровко на заседание думы не явился. Позднее выяснилось, что решение «О назначении первого заместителя главы Волгограда С. Н. Соколова временно исполняющим полномочия главы Волгограда» было принято опросным голосованием. Сам Сергей Соколов в процессе принятия решения неоднократно изменял своё решение о согласии с назначением его на эту должность. Было высказано мнение, что такой способ принятия решения был вызван несогласием части депутатов с отстранением главы Волгограда, как сообщает «Независимая газета», это сопровождалось многочасовыми телефонными и личными уговорами. Политолог Виталий Арьков так прокомментировал механизм принятия решения: «Что мешало народным избранникам сделать это публично, какие аргументы были найдены губернаторской командой, фактически навязавшей это решение городским депутатам, можно лишь догадываться. Очевидно одно — изначально была нарушена процедура гласности при принятии беспрецедентно важного для общественного мнения решения — отрешении от должности избранного населением руководителя. Такого рода поспешность и последующая активность областных чиновников заставляют предполагать, что целью кадрового решения главы региона было не столько лишение Гребенникова должности, сколько разрушение системы местного самоуправления в городе и фактическое превращение администрации Волгограда в структурное подразделение областной администрации».

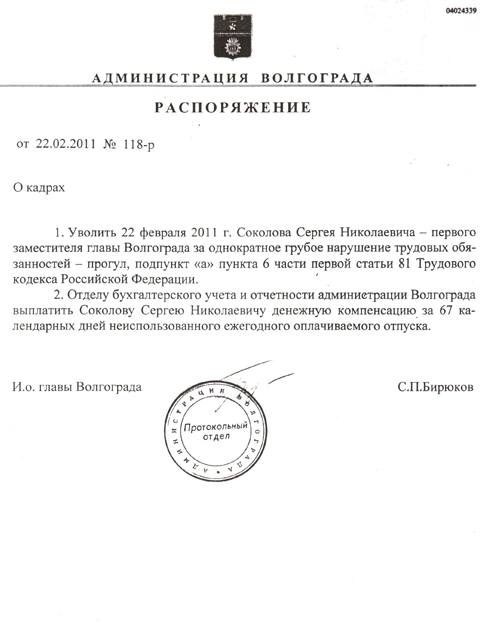
Копия распоряжения

Роман Гребенников, уходя на больничный, назначил исполняющим обязанности своего заместителя Сергея Бирюкова. После назначения Соколова исполняющим обязанности главы Волгограда, Бирюков задним числом издал распоряжние об увольнении Соколова якобы «за однократное грубое нарушение трудовых обязанностей — прогул».
24 февраля в связи в Волгоградскую область выехали депутаты Государственной думы, избранные от региона, и Николай Панков, курирующий региональные организации «Единой России» в Южном федеральном округе.
Утром 25 февраля чиновники областной администрации во главе с главой региона и при поддержке бойцов ОМОНа заняли здание городской администрации. При этом, как заявляют сотрудники администрации Волгограда, Анатолий Бровко «прошёл в кабинет мэра и оттуда в течение как минимум часа отдавал команды своим и городским чиновникам. Нам сказали, что губернатор теперь лично решает, кто останется работать в администрации Волгограда. Потом нас всех отправили по домам, запретив появляться на рабочих местах до понедельника».
На утро 25 февраля, часть «отклонившихся» депутатов «Единой России» из облдумы намеревалась покинуть партию по собственному желанию; в самой партии было высказано предположение об исключении 8 человек из партии. Но несмотря на все заявления политиков, партии исключили только Дмитрия Лунева — одного из приближённых Гребенникова, в прошлом его заместителя. Пять депутатов получили партийное взыскание. На заседании политсовета партии Владимир Ефимов — руководитель региональной организации «Единой России» — осудил «оппортунизм в рядах партии»: «Даже являясь самостоятельными политиками, мы должны осуществлять свою деятельность с оглядкой на нормативы Устава». Какие нормативы имелись в виду, не поясняется. 22 марта заявление о выходе из партии написала председатель комитета по здравоохранению и молодёжной политике облдумы Наталья Латышевская: "Крайне возмущена, как быстро расправляются и предают однопартийцев, которые в одночасье становятся неугодными, главы районов, мэр Волгограда Роман Гребенников и другие. При этом вопиющие нарушения и промахи областного руководства не замечаются и ни разу не обсуждались на политсовете ЕР. Взять хотя бы последнюю историю с вице-губернатором Фёдором Щербаковым, которая дошла до уголовного дела Наталья Латышевская также выразила несогласие с отменой выборов главы Волгограда, происходящей на фоне безучастности власти в вопросе улучшения качества жизни населения. По мнения экспертов, Латышевская является авторитетным политиком, поэтому её уход из Единой России будет для последней серьёзной потерей, последствия которой отразятся и на результатах предстоящих выборов. 25 марта о намерении покинуть фракцию в областной Думе заявил заместитель председателя комитетa по строительству, жилищно-коммунальной политике и дорожному комплексу Андрей Попков, завив, что «Это обдуманный шаг в преддверии выборов в Государственную Думу». Несмотря на обдуманность своего поступка, Андрей Попков уже спустя четыре дня вернулся в ряды фракции «Единая Россия». 28 марта из фракции вышел Дмитрий Лунев, ранее исключённый из партии за поддержку отстранённого Романа Гребенникова.
26 февраля глава администрации области Анатолий Бровко заявил: «Ещё четыре года назад я говорил о том, что мэр должен быть вице-губернатором, чтобы все проблемы решались. Фактически так оно и будет». Такое положение противоречит конституционному принципу разделения властей.
9 марта было опубликовано видеообращение Романа Гребенникова к Президенту России Дмитрию Медведеву, в котором он выражает обеспокоенность уничтожением системы местного самоуправления в России.

### Судебное разбирательство
24 же февраля Роман Гребенников подал заявление в Центральный районный суд Волгограда с требованием признать решение главы администрации области незаконным. В пресс-службе городской администрации корреспондентам «Независимой газеты» заявили, что уверены в успехе: «На момент подписания постановления Гребенников находился на больничном и уже хотя бы по одному этому обстоятельству не может быть уволен с должности». Данное утверждение основано на положениях части 6 статьи 81 Трудового кодекса, однако положения данной статьи распространяются на случаи расторжения трудового договора по инициативе работодателя, тогда как глава администрации области не является работодателем главы Волгограда. Как верно заметил Р. Т. Херианов, депутат областной думы и бывший исполняющий обязанности главы Волгограда: «С юридической точки зрения, нахождение Романа Георгиевича на больничном на момент издания постановления об отрешении его от власти не имеет принципиального значения. Здесь речь идет не о трудовых отношениях, а об отношениях, предусмотренных 131-м федеральным законом „О местном самоуправлении“».
Суд Центрального района 28 февраля назначил предварительное заседание по иску главы Волгограда Романа Гребенникова к администрации региона о признании документа о его отрешении незаконным на 4 марта. Рассмотрение дела по существу назначено на 11 марта. 29 марта 2011 года Центральный районный суд оставил без удовлетворения заявление Гребенникова о признании незаконным постановления главы администрации области об отрешении от должности главы Волгограда.
Городская дума, однако, не будучи уверенной в силе судебного решения, посчитала нужным подтвердить его собственным решением от 30 марта 2011 года № 43/1347.

### Мнения экспертов
Экс-вице-губернатор Волгоградской области Александр Шилин сделал следующее заявление: «Очевидно, что это политическое решение. С одной стороны губернатор воспользовался своим законным правом, и юридические основания для снятия Гребенникова, видимо, хорошо проработаны. Если это не так и со стороны Романа Георгиевича посыпятся иски, то это, разумеется, не добавит политического веса главе региона. Вообще же, подобная скандальная история в канун федеральных выборов очень несвоевременна. Кроме того, на мой взгляд, Анатолий Бровко, загнав господина Гребенникова в угол, поступил неосмотрительно. Терять ему больше нечего. Как политик Роман Гребенников в случае отрешения от должности мэра, можно сказать, списан, поэтому сейчас он способен на всё. Единственный шанс у Романа Гребенникова остаться „на коне“ состоит в том, чтобы биться до конца. Это делает его крайне опасным. Так что, губернатор принял явно не самое оптимальное решение».
Политолог Виталий Арьков выразил мнение, что такое решение может быть связано с ослаблением собственных политических позиций Анатолия Бровко: «За время работы на посту главы региона Бровко никаких позитивных перемен в области не произошло. В Москве это не осталось незамеченным. Одно из доказательств прохладного отношения к волгоградскому губернатору — отказ президента подписать лоббируемый более года Бровко указ о создании в Волгограде национального патриотического центра „Победа“. В самом Волгограде уже поползли слухи о смене губернатора после очередных президентских выборов. Думаю, однако, каких-либо серьёзных кадровых перемен в регионе до середины 2012 года не будет» (21 февраля). «Депутаты уже не скрывают возмущения тем, что губернатор фактически создает режим личной власти в области. В четверг должно было состояться заседание регионального парламента, на котором ряд депутатов планировали поставить вопрос о доверии не только спикеру Владимиру Ефимову, но и самому Анатолию Бровко. Только демарш некоторых подконтрольных губернатору депутатов, сорвавших кворум, помешал открыть заседание Думы. Но это только раззадорило парламентариев, и нового обострения в отношениях губернатора и областного Законодательного собрания не избежать» (25 февраля).
Политолог Александр Стризое: «Очевидно, что тихо и гладко попытка смены городского руководства не произойдет. Скандала не избежать. Тем более, что Бровко и Гребенников члены одной партии — „Единой России“. Публичный конфликт между ними станет очень сильным ударом по предвыборным позициям партии власти, которые и без того не блестящи в регионе». При этом Александр Леонидович добавил, что, согласно опросам, проведенным Институтом экономических и социальных исследований, Гребенников является самым популярным единороссом в городе: «Вторую позицию устойчиво занимает лидер волгоградских эсеров Олег Михеев. В случае ухода Гребенникова с поста мэра, Михеев легко победит на внеочередных выборах главы областного центра» (21 февраля). Спустя два дня после решения Анатолия Бровко Александр Стризое высказал мнение, что «возможно, мы присутствуем сегодня при рождении нового для региона массового протестного феномена — местные против москвичей»: «Горожане недовольны тем, что присланный из Москвы чужой для них чиновник, не посоветовавшись с коренным населением, снял с должности избранного этим населением руководителя. На фоне кризисных явлений в социально-экономической сфере такие настроения могут привести к возникновению нового протестного политического движения, направленного против Москвы и федеральных властей» (25 февраля).
Политолог Андрей Миронов: «К прямым выборам единороссы сегодня не готовы, у них нет другого раскрученного кандидата, кроме Гребенникова. У оппозиции такой кандидат есть — это Олег Михеев. Объективно кадровая инициатива Бровко открывает возможность для успеха „Справедливой России“ на досрочных выборах мэра». Миронов предположил, что планируется сразу после отстранения Гребенникова внести изменения в Устав Волгограда и учредить пост сити-менеджера, тем самым, отменив прямые выборы мэра: «Однако, во-первых такие изменения будут уязвимы в правовом отношении, а, во-вторых, они неизбежно спровоцируют рост протестных настроений и дестабилизацию социально-политической обстановки в городе, ведь большинство волгоградцев, как показывают социсследования, настаивают на сохранении института выборности главы города. И эти протесты немедленно аккумулируют эсеры и коммунисты, чтобы затем использовать в ходе подготовки к выборам в Госдуму».
Политолог Дмитрий Савельев: «Действия губернатора и его команды похожи на силовой захват власти в областном центре. Такая поспешность тем более удивительна, что до сих пор нет судебного решения по постановлению главы региона относительно отрешения Гребенникова от должности. Одно из двух — или губернатор не сомневается в том, каким будет решение суда, а это уже ставит вопрос о независимости судей, или же главе области просто наплевать на правовые процедурные моменты».

### Новая модель управления городом

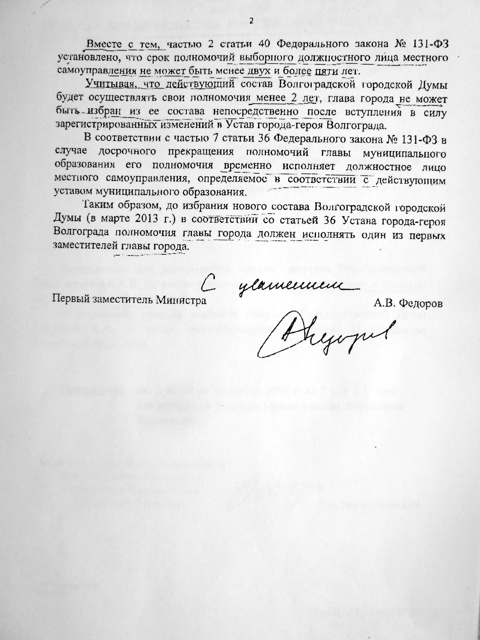
Ответ Минюста России на запрос А. В. Апариной

Сразу же после отставки Гребенникова появились предположения, что дальнейшим решением областной власти будет продавливание изменений в устав города с целью разделения постов главы муниципального образования (мэра) и главы администрации (т. н. «сити-менеджера»). Подтверждал это и глава региона.
Однако аналитики предсказывали, что такое развитие событий может спровоцировать новый политический кризис, поскольку избрать главу города из действующего состава городской Думы нельзя. В соответствии с законом срок полномочий выборного должностного лица местного самоуправления не может быть менее двух лет, а срок полномочий нынешнего созыва Думы истекает в марте 2013 года. Впоследствии были проведены публичные слушания по внесению изменений в устав. После принятия поправок власть заявила, что найдёт способ не распускать городскую Думу. Между тем, по запросу депутата Государственной Думы Алевтины Викторовны Апариной Министерство юстиции Российской Федерации дало ответ, в котором подтверждаетсмя позиция о невозможности избрания главы города из действующего состава Думы.
В эфире радио «Эхо Москвы» Ирина Карева, председатель городской Думы, так прокомментировала слухи о давлении на Думы со стороны федеральной и региональной власти с целью продавить принятие поправок в Устав города: «До нас это понимание [о необходимости введения поста главы администрации], донесли непосредственно. И в этом я вижу не какое-то давление [со стороны региональной и федеральной власти], а помощь».

## Последующая деятельность
Ещё до окончательного решения суда Роман Гребенников заявил о своём намерении объединить оппозиционные силы в регионе. В конце апреля стало известно о том, что Роман Гребенников готов принять участие в предстоящих выборы в Государственную Думу в качестве оппозиционного кандидата: «Мне поступают предложения от партий, но что-то большее я пока говорить не хочу». Несмотря на отставку с поста главы города, Гребенников остаётся самым популярным политиком в Волгограде, по данным опросов, проведенных волгоградским Институтом экономических и социальных исследований, рейтинг Гребенникова выше, чем у Анатолия Бровко, намеревающегося возглавить областной список Единой России.
По мнению политолога Виталия Арькова, Гребенников мог бы возглавить избирательные списки как КПРФ или Справедливой России. При таком раскладе у этих партий была бы реальная возможность отобрать большу́ю часть голосов у Единой России.
Новый глава региона Сергей Боженов назначил Гребенникова своим советником в конце января 2012 года. В феврале 2012 года в эфире «Эхо Москвы» Волгоград заявил о том, что является беспартийным.
15 января 2013 года, как сообщило ИА «Высота 102» Гребенникова восстановили в Партии «Единая Россия».
2 марта 2013 года губернатор Волгоградской области Сергей Боженов представил экс-мэра города Волгограда Романа Гребенникова в качестве Первого заместителя председателя правительства Волгоградской области по молодёжной политике, культуре, спорту и подготовке к чемпионату мира по футболу в Волгограде.

## Правительство области и дальнейшая деятельность
В 2013 году был назначен на должность первого заместителя председателя правительства Волгоградской области при губернаторе Сергее Боженове.
На этом посту занимался в том числе и подготовкой к чемпионату мира по футболу, проведением волгоградского этапа ралли-рейда Шёлковый путь 2013..
На этому посту выражал своё негативное отношение к системе управления городом, при которой глава не избирается населением на выборах.
На выборах в городскую думу Волгограда 2013 года Гребенников возглавил список «Единой России», но после победы партии на выборах, он отказался от депутатского мандата, объяснив это недостатком полномочий у главы города при действующей системе управления, выступив, таким образом, в качестве паровоза. В итоге главой города стала Ирина Гусева. Но уже летом 2014 года Гусева стала депутатом государственной думы, а её место в думе и должность главы города — вакантной. Партия должна была предложить мандат Гребенникову или Роланду Херианову. При этом последний не высказывал заинтересованности в депутатском мандате, тогда как Роман Гребенников, напротив, желал попасть в думу с тем, чтобы изменить систему управления городом. Однако, депутатский пост был предложен Херианову, который спустя два месяца всё равно покинул представительный орган по собственному желанию.
С сентября 2020 года является генеральным директор юридической фирмы «Спартак».

## Семья
Супруга — Евгения Николаевна Гребенникова, врач, кандидат медицинских наук. Есть дочь и сын.